# Avatha macrostidsa
Avatha macrostidsa är en fjärilsart som beskrevs av George Francis Hampson 1913. Avatha macrostidsa ingår i släktet Avatha och familjen nattflyn. Inga underarter finns listade i Catalogue of Life.